# Gary Versace
Gary Versace (* 25. April 1968 in Greenwich, Connecticut) ist ein US-amerikanischer Jazzmusiker (Orgel, Piano, Akkordeon), der auch als Hochschullehrer tätig war.

## Leben und Wirken
Versace hatte ersten Unterricht bei seiner Mutter, einer Sängerin und Organistin, und Privatstunden bei Kevin Hays. Er erwarb den Master in Musik an der Eastman School of Music und war seit 1993 acht Jahre als Associate professor im Fachbereich für Jazzstudien der University of Oregon tätig. Als Pianist trat er 1999 in Marian McPartlands NPR-Programm Piano Jazz auf. Seit 2002 lebt er in New York City und arbeitete seitdem u. a. mit John Scofield, John Abercrombie, Maria Schneider (Concert in the Garden), Matt Wilson, Lee Konitz, Eliot Zigmund, Scott Wendholt, Joe Magnarelli, Danny Gottlieb, Seamus Blake, Andy LaVerne, Adam Nussbaum, Brad Shepik, Ingrid Jensen, Tim Ries, Ellery Eskelin (Trio New York, 2011), Theo Bleckmann, John Hollenbeck und The Claudia Quintet (Royal Toast). 2004 legte Versace sein Debütalbum Winter Sonata vor, gefolgt von einer Reihe weiterer Produktionen auf Label wie Winter & Winter, Criss Cross Jazz und SteepleChase Records. Der Musiker wirkte bis 2021 bei 145 Aufnahmesessions mit. 2020 erschien sein Album All for Now (SteepleChase). Zu hören ist er u. a. auf Rudy Roystons Alben Flatbed Buggy (2018) und Day (2023), weiterhin auf John Ellis’ Heroes (2025).

## Preise und Auszeichnungen
Versace wurde zwischen 2006 und 2008 drei Mal in der Kategorie Rising star (Hammondorgel) der Down-Beat-Kritikerpolls nominiert; 2010 führte er die Newcomer an. 2012 wurde er bei den JJA Awards als bester Keyboarder ausgezeichnet.

## Lexikalischer Eintrag
- Richard Cook, Brian Morton: The Penguin Guide to Jazz Recordings. 8. Auflage. Penguin, London 2006, ISBN 0-14-102327-9.